# Bobby Helms
Bobby Helms (właśc. Robert Lee Helms) (ur. 15 sierpnia 1933, zm. 19 czerwca 1997) – amerykański wokalista.
Jednym z jego znanych utworów jest Jingle Bell Rock, który zajął 6. miejsce w liście przebojów w 1957.